# Бриттон, Леон
Леон Джеймс Бриттон (англ. Leon James Britton; родился 16 сентября 1982, Уондсворт) — английский футболист и тренер.

## Биография
Бриттон начинал свою карьеру в «Арсенале» в возрасте девяти лет.
В 1998 году Леон подписывает контракт с «Вест Хэм Юнайтед». Сумма трансфера 16-летнего игрока для того времени была астрономической — 400 тысяч фунтов.
Несмотря на старания, юному Бриттону так и не удастся пробиться в первый состав лондонского клуба.
В декабре 2002 года Леон Бриттон на правах аренды присоединяется к «Суонси Сити», помогает клубу избежать вылета из Второй лиги Англии, становится лучшим игроком сезона 2002/03, по мнению болельщиков. Тренер Брайан Флинн был впечатлён игрой Леона и после окончания аренды, клуб подписал игрока.
Невысокий, но техничный полузащитник завоевал сердца болельщиков.
9 февраля 2008 года Бриттон сыграл свою 200-ю игру за «Суонси Сити».
В январе 2010 года Леон отклонил предложение от «Уигана» суммой £750,000. Однако так же в конце сезона отказался от нового контракта, предлагаемого «Суонси», став свободным агентом.
Несмотря на интерес некоторых клубов из премьер-лиги, Леон Бриттон подписал контракт с «Шеффилд Юнайтед» в июне 2010 года. Тренер «Шеффилд Юнайтед» поставил его в центр полузащиты, однако Леон на протяжении сезона так и не смог показать игру, которую он демонстрировал в «Суонси». В течение пяти месяцев Бриттон играл на нескольких позициях в центре поля, в итоге заявив, что покидать «Суонси» для него было ошибкой.
По окончании сезона 2010/11 Бриттон ушёл из клуба.
Леон Бриттон повторно подписал контракт с «лебедями» в зимнее трансферное окно. Сумма трансфера не разглашалась.
Дебют состоялся 20 января 2011 года против «Барнсли». Бриттон забил гол, матч закончился вничью — 1:1. Второй гол он забил в матче плей-офф за выход в Премьер-лигу против «Ноттингем Форест». Матч закончился победой «Суонси» 3:1.

## Достижения
- Обладатель Кубка лиги: 2012/13